# عبد الوهاب محمد
عبد الوهاب محمد (7 نوفمبر 1930 - 15 يناير 1996)، هو شاعر غنائي مصري، وأحد أشهر كتاب الأغنية المصرية في النصف الثاني من القرن العشرين، ولد بحي الأزهر عام 1930م، كتب العديد من الأغاني لمعظم المطربين والمطربات المصريين والعرب.

## أعماله
من أشهر الأغاني التي كتبها عبد الوهاب محمد لكوكب الشرق أم كلثوم
- حب إيه 1960 تلحين بليغ حمدي
- هسيبك للزمن 1962 تلحين رياض السنباطي
- ظلمنا الحب 1963 تلحين بليغ حمدي
- للصبر حدود 1964 تلحين محمد الموجي
- تحويل النيل 1965 تلحين رياض السنباطي
- فكروني 1966 تلحين محمد عبد الوهاب
- قوم بإيمان 1967 تلحين رياض السنباطي
- إسأل روحك 1970 تلحين محمد الموجي
- حكم علينا الهوى 1973 تلحين بليغ حمدي
- وغنت له الفنانة وردة الجزائرية
- أل إيه بيسألوني من تلحين سيد مكاوي
- قلبي سعيد من تلحين سيد مكاوي
- عايزة معجزة من تلحين بليغ حمدي
- حنين من تلحين بليغ حمدي
- أوقاتي بتحلو معاك تلحين سيد مكاوي (كُتبت في الأصل لأم كلثوم ولم يُقدر لها أن تغنيها).

وغنت له الفنانة المغربية ((سميرة سعيد))
- علمناه الحب 1982 تلحين بليغ حمدي
- إيش جاب لجاب 1985 تلحين حلمي بكر
- احكي يا شهرزاد 1982 تلحين جمال سلامة
- قال جاني بعد يومين 1982 تلحين جمال سلامة
- وحشني بصحيح 1982 تلحين جمال سلامة
- روح يازمان 1982 تلحين جمال سلامة

### أصالة
- غنت لة الفنانة السورية الكبيرة "أصالة"
- احنا بنستناك 1995 ألحان "محمد سلطان"
- مش معقول 1995 ألحان "محمد سلطان"
- بالاصول 1995 ألحان "محمد سلطان"
- لو تعرفوا 1993 ألحان "سيد مكاوى"
- يكلموك 1995 ألحان "حلمى بكر"
- زي الحلم 1995 ألحان"محمد سلطان"
- ولا تصدق 1995 ألحان "محمد سلطان"
- إلا أنت 1995 ألحان " محمد سلطان"

## لطيفة
كما تعتبره المطربة لطيفة الأب الروحي لها حيث كتب معظم أغانيها منذ انطلاقتها وقد كان لها نصيب الأسد من كلماته حيث كتب كلمات اثني عشر ألبوما من ألبوماتها الغنائية كاملة، وبعد وفاته أوصى لها بكل كلماته وتحرص دائما الفنانة لطيفة على أن تضمن ألبوماتها الغنائية عمل من أعماله، ومن أشهر أغنياته التي كتبها لها: عندك شك، أكثر من روحي بحبك، أصالحك وماله، اديني فرصة ثانية، أرجوك أوعى تغير، سفر، ضد التيار، الدنيا بتضحك ليا، بحبك بدالك، اهي دي الحقيقة، بحب بغرامك، حبك هادي، حيرني، بيحسبوني، انا ماتنسيش، أنا قد ما أحبك، ثاني وثالث ورابع، لما يجيبوا سيرتك، كتبتلك، متحكم وأنت بعيد، وأخيراً، أنا قلبي عليل، الحق حق، موضوع منتهي، ف غيابك عني، إن كان عالبعد، ما وحشتكش، يا سيدي مسي، في يوم واحد، استحالة، يا حياتي، اهيم بتونس الخضراء، بلاش ترجع، حاسب، الغنوة، اتعزز، همسولي، غدرت بي، يا غدار، بيني وبينكم، لو بصيت، طفل صغير، روحي بترد فيا والناس اللي بحياتك والألبومات التي كتب جميع كلماتها عبد الوهاب محمد للفنانة لطيفة هي:
- عندك شك 1986
- يا حياتي انا 1987
- ما لقتش مثالك 1988
- أكثر من روحي بحبك 1988
- عشان بحبك 1989
- بالعقل كده 1990
- الدنيا بتضحك ليا 1991
- حبك هادي 1993
- انا ما تنسيش 1994
- وأخيراً 1995
- ماوحشتكش 1996
- الغنوة 1997

### كاظم الساهر
وأيضا غنّى له المطرب والملحن العراقي كاظم الساهر أغنيتين هما (مقدرش، وأشكيك لمين).

## وصلات خارجية
- عبد الوهاب محمد على موقع قاعدة بيانات الأفلام العربية